# Alfaro (Costa Rica)
Alfaro è un distretto della Costa Rica facente parte del cantone di San Ramón, nella provincia di Alajuela.